# 泰爾諾皮利亞
49°37′46″N 23°56′40″E / 49.62944°N 23.94444°E

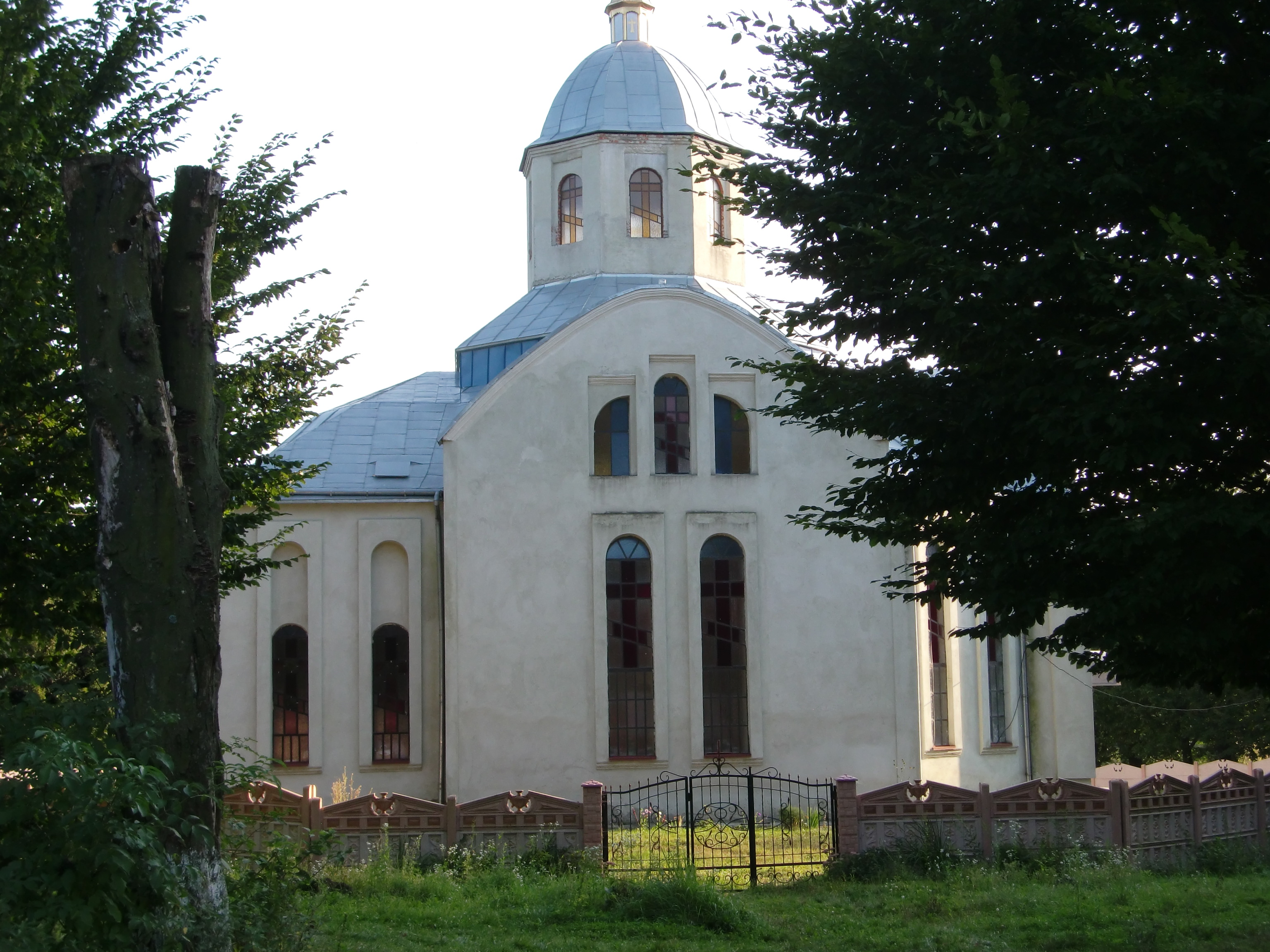
东正教堂

泰爾諾皮利亞（烏克蘭語：Тернопілля），是烏克蘭西部利維夫州斯特雷區特羅斯佳內茨市鎮的村庄。始建於1944年，面積0.75平方公里，海拔高度282米，人口473，人口密度每平方公里630.67人。